# Ascogrammitis tungurahuae
Ascogrammitis tungurahuae är en stensöteväxtart som beskrevs av Michael Sundue. Ascogrammitis tungurahuae ingår i släktet Ascogrammitis och familjen Polypodiaceae. Inga underarter finns listade.